# Didder Rønlund
Didder Rønlund (født 22. februar 1926 i Nykøbing Falster, død 25. oktober 2019) var en dansk modejournalist gennem mere end 70 år.
Efter Rønlund tog sin eksamen på Ingrid Jespersens Pigeskole fik hun elevplads på Nationaltidende som 16-årig. Hun arbejdede i perioden 1960 til 1993 som modejournalist for BT, og sidenhen for Billed-Bladet. Senere var hun moderedaktør for magasinet Euroman, og skrev anmeldelser af modeshows for Danish Fashion Institute frem til sin 90-års fødselsdag.
Hun var en af de første danske journalister, som dækkede de internationale modeuger.
Rønlund sov stille ind natten til den 25. oktober 2019 i en alder af 93 år.